# Бокс на літніх Олімпійських іграх 1956
Змагання з боксу на літніх Олімпійських іграх 1956 проходили з 23 листопада по 1 грудня. Було розіграно 10 комплектів нагород.

## Загальний медальний залік
| Місце                | Країна                          | Золото | Срібло | Бронза | Загалом |
| -------------------- | ------------------------------- | ------ | ------ | ------ | ------- |
| 1                    | СРСР                            | 3      | 1      | 2      | 6       |
| 2                    | Велика Британія                 | 2      | 1      | 2      | 5       |
| 3                    | США                             | 2      | 1      | 0      | 3       |
| 4                    | Румунія                         | 1      | 2      | 1      | 4       |
| 5                    | Об'єднана німецька команда      | 1      | 1      | 0      | 2       |
| 6                    | Угорщина                        | 1      | 0      | 0      | 1       |
| 7                    | Ірландія                        | 0      | 1      | 3      | 4       |
| 8                    | Чилі                            | 0      | 1      | 2      | 3       |
| 9                    | Італія                          | 0      | 1      | 1      | 2       |
| 10                   | Південна Корея                  | 0      | 1      | 0      | 1       |
| 11                   | Польща                          | 0      | 0      | 2      | 2       |
| 11                   | Південно-Африканська Республіка | 0      | 0      | 2      | 2       |
| 11                   | Франція                         | 0      | 0      | 2      | 2       |
| 14                   | Австралія                       | 0      | 0      | 1      | 1       |
| 14                   | Аргентина                       | 0      | 0      | 1      | 1       |
| 14                   | Фінляндія                       | 0      | 0      | 1      | 1       |
| Загалом (16 збірних) | Загалом (16 збірних)            | 10     | 10     | 20     | 40      |

## Медалісти
| Вагова категорія                   | Золото                                         | Срібло                                    | Бронза                                          |
| ---------------------------------- | ---------------------------------------------- | ----------------------------------------- | ----------------------------------------------- |
| Найлегша вага (до 51 кг)           | Теренс Спінкс · Велика Британія                | Мірча Добреску · Румунія                  | Джон Колдвелл · Ірландія                        |
| Найлегша вага (до 51 кг)           | Теренс Спінкс · Велика Британія                | Мірча Добреску · Румунія                  | Рене Лібе · Франція                             |
| Найлегша вага (до 54 кг)           | Вольфґанґ Берендт · Об'єднана німецька команда | Сон Сун Чун · Південна Корея              | Клаудіо Барріентос · Чилі                       |
| Найлегша вага (до 54 кг)           | Вольфґанґ Берендт · Об'єднана німецька команда | Сон Сун Чун · Південна Корея              | Фредерік Гілрой · Ірландія                      |
| Напівлегка вага (до 57 кг)         | Володимир Сафронов · СРСР                      | Томас Ніколс · Велика Британія            | Генрик Недзведзький · Польща                    |
| Напівлегка вага (до 57 кг)         | Володимир Сафронов · СРСР                      | Томас Ніколс · Велика Британія            | Пенті Хемелайнен · Фінляндія                    |
| Легка вага (до 60 кг)              | Річард Мактаггарт · Велика Британія            | Гаррі Куршат · Об'єднана німецька команда | Анатолій Лагетко · СРСР                         |
| Легка вага (до 60 кг)              | Річард Мактаггарт · Велика Британія            | Гаррі Куршат · Об'єднана німецька команда | Тоні Бьорн · Ірландія                           |
| Перша напівсередня вага (до 64 кг) | Володимир Єнгібарян · СРСР                     | Франко Ненсі · Італія                     | Константин Думітреску · Румунія                 |
| Перша напівсередня вага (до 64 кг) | Володимир Єнгібарян · СРСР                     | Франко Ненсі · Італія                     | Генрі Лубшер · Південно-Африканська Республіка  |
| Напівсередня вага (до 67 кг)       | Ніколае Лінка · Румунія                        | Фред Тідт · Ірландія                      | Кевін Гоґарт · Австралія                        |
| Напівсередня вага (до 67 кг)       | Ніколае Лінка · Румунія                        | Фред Тідт · Ірландія                      | Ніколас Гаргано · Велика Британія               |
| Перша середня вага (до 71 кг)      | Ласло Папп · Угорщина                          | Хосе Луїс Торрес · США                    | Джон Маккормак · Велика Британія                |
| Перша середня вага (до 71 кг)      | Ласло Папп · Угорщина                          | Хосе Луїс Торрес · США                    | Збігнев Петшиковський · Польща                  |
| Середня вага (до 75 кг)            | Геннадій Шатков · СРСР                         | Рамон Тапія · Чилі                        | Жилбер Капрон · Франція                         |
| Середня вага (до 75 кг)            | Геннадій Шатков · СРСР                         | Рамон Тапія · Чилі                        | Віктор Залазар · Аргентина                      |
| Напівважка вага (до 81 кг)         | Джеймс Бойд · США                              | Георге Негря · Румунія                    | Карлос Лукас · Чилі                             |
| Напівважка вага (до 81 кг)         | Джеймс Бойд · США                              | Георге Негря · Румунія                    | Ромульдас Мураускас · СРСР                      |
| Важка вага (понад 81 кг)           | Піт Радемахер · США                            | Лев Мухін · СРСР                          | Денієл Беккер · Південно-Африканська Республіка |
| Важка вага (понад 81 кг)           | Піт Радемахер · США                            | Лев Мухін · СРСР                          | Джакомо Боццано · Італія                        |